# Priya Kansara
 (juillet 2023).
Priya Kansara est une actrice britannique. Elle fait ses débuts avec des apparitions dans les séries Netflix La Chronique des Bridgerton et The Bastard Son & The Devil Himself (en), toutes deux de 2022, et joue dans le film de Nida Manzoor (en) La Bonne société (en) (2023),.